# Parepisparis sublaeta
Parepisparis sublaeta là một loài bướm đêm trong họ Geometridae.